# Џонсонбург (Пенсилванија)
Џонсонбург (енгл. Johnsonburg) град је у америчкој савезној држави Пенсилванија.

## Демографија
По попису из 2010. године број становника је 2.483, што је 520 (-17,3%) становника мање него 2000. године.
| Група             | 2000.         | 2010.         |
| Белци             | 2.935 (97,7%) | 2.411 (97,1%) |
| Афроамериканци    | 1 (0,0%)      | 3 (0,1%)      |
| Азијати           | 11 (0,4%)     | 7 (0,3%)      |
| Хиспаноамериканци | 39 (1,3%)     | 38 (1,5%)     |
| Укупно            | 3.003         | 2.483         |